# خروف البحر القزم
خروف البحر القزم (الاسم العلمي:Trichechus pygmaeus) (بالإنجليزية: Dwarf manatee)‏ هو نوع من الحيوانات يتبع جنس خروف البحر من فصيلة خرفان البحر.